# سوربولونگو
سوربولونگو (به ایتالیایی: Sorbolongo) یک منطقهٔ مسکونی در ایتالیا است که در Sant'Ippolito واقع شده‌است. سوربولونگو ۴۵۹ نفر جمعیت دارد و ۳۵۷ متر بالاتر از سطح دریا واقع شده‌است.